# هفتمین پسر (فیلم)
هفتمین پسر (انگلیسی: Seventh Son) فیلمی در ژانر ماجراجویی-تخیلی سه بعدی آمریکایی محصول سال ۲۰۱۴ به کارگردانی سرگئی بودروف و نقش آفرینی بن بارنز، جف بریجز ،آلیسیا ویکاندر و جولیان مور می‌باشد.
داستان فیلم بر اساس رمان شاگرد جن گیر (با نام: آخرین شاگرد:انتقام جادوگر در ایالات متحده آمریکا) اثر جوزف دلانی نوشته شد. داستان محور توماس وارد که هفتمین پسر از هفتمین پسر است و ماجراهای او به عنوان شاگرد جن گیر متمرکز می‌باشد. پس از تغییر دادن متعدد تاریخ انتشار، بالاخره فیلم در ۱۷ دسامبر ۲۰۱۴ در فرانسه، و در تاریخ ۶ فوریه ۲۰۱۵ در ایالات متحده توسط یونیورسال پیکچرز منتشر شد. به‌طور کلی، فیلم هفتمین پسر نظرات منفی منتقدان فیلم را دریافت کرد و توانست ۱۱۴ میلیون دلار برای بودجه ۹۵ میلیون دلاری به دست بیاورد.
در این فیلم برای اولین بار پس از فیلم لبوفسکی بزرگ (۱۹۹۸)، جف بریجز و جولیان مور مشارکت داشتند.

## بازیگران
- جف بریجز در نقش جان گرگوری، جن گیر
- جولیان مور در نقش مادر مالکین
- بن بارنز در نقش تام وارد
- آلیسیا ویکاندر در نقش آلیس دیان
- کیت هرینگتون در نقش بیلی بردلی
- آنتیه تراوه در نقش بونی لیزی
- اولیویا ویلیامز در نقش خانم وارد
- جایمن هانسو در نقش رادو
- کندیسه مک‌کلور در نقش ساریکین
- جیسون اسکات لی در نقش اوراگ
- جان دی‌سنتیس در نقش تاسک
- تیموتی وبر

## تولید
برای نقش تام وارد ابتدا با سام کلافلین مذاکره شد اما در ماه ژوئن ۲۰۱۱ مذاکرات منتفی و بن بارنز به جای او انتخاب شد. تولید در ۱۹ مارس ۲۰۱۲ در ونکوور، بریتیش کلمبیا آغاز شد. در فوریه ۲۰۱۳ لجندری پیکچرز با تخصیص ۵ میلیون دلار برای تکمیل افکت‌های تصویری به شرکت ریتم و هوست ستودیوز موافقت کرد.
چاینا فیلم گروپ سرمایه‌گذاری برای وارکرفت و هفتمین پسر انجام داد.

## موسیقی
در ابتدا اعلام شد که ای. آر. رحمان و توماس کانتلینن این امتیاز را می‌گیرند. با این حال، در ژوئیه ۲۰۱۳ رحمان کار را برای مغایرت در برنامه‌ها ترک کرد. رحمان بعدها گفت که او کار را برای ساخت موسیقی فیلم کاویا ثلایوان که یک فیلم داستانی تاریخی است ترک کرده چون این فیلم به او آزادی عملی برای نوآوری در موسیقی عامیانه می‌داد. در نتیجه، در دسامبر ۲۰۱۳ کانتلینن توسط مارکو بلترامی جایگزین شد.

## انتشار
در اصل برنامه‌ریزی شده بود که ۱۵ فوریه ۲۰۱۳ تاریخ انتشار فیلم باشد اما برای تکمیل کارهای‌های پس از تولید، این تاریخ به ۱۸ اکتبر ۲۰۱۳ تغییر یافت. این تاریخ دوباره تغییر کرد و این بار به دلیل شراکت لجندری پیکچرز با وارنر بروس که در ابتدا قصد داشت پخش فیلم را بگیرد به تاریخ ۱۷ ژانویه ۲۰۱۴ موکول شد. در ۱۵ اوت ۲۰۱۳ اعلام شد که لجندری پیکچرز حق پخش فیلم را به شریک جدید خود یونیورسال استودیوز فروخته‌است. در ۲۷ نوامبر ۲۰۱۳ اعلام شد که تاریخ انتشار فیلم به ۶ فوریه ۲۰۱۵ تغییر یافته‌است. فیلم در تاریخ ۱۷ دسامبر ۲۰۱۴ در فرانسه به نمایش درآمد.

## بازخوردها
باکس آفیس

هفتمین پسر ۱۷٫۲ میلیون دلار در آمریکای شمالی و ۹۳٫۴ میلیون دلار در سرزمین‌های دیگر و در سرتاسر جهان مجموعاً ۱۱۰٫۶ میلیون دلار به فروش رسید.